# Serge Deraison
Serge Deraison (né le 31 juillet 1937 à Sannois et mort le 23 juin 2007 à Tournan-en-Brie) est un ingénieur du son français,.

## Carrière
Il a reçu un sept d'or dans la catégorie meilleur ingénieur du son en 1986, pour sa prise de son du film Mille milliards de dollars d'Henri Verneuil.

## Filmographie partielle

### En tant qu'ingénieur du son
- 1979 : I... comme Icare[2] d'Henri Verneuil
- 1981 : 'La vie continue de Moshé Mizrahi
- 1982 : 'Mille milliards de dollars d'Henri Verneuil